# Olimpiadi degli scacchi del 1970
Le Olimpiadi degli scacchi del 1970 furono la diciannovesima edizione ufficiale (organizzata dalla FIDE) della manifestazione. Si svolsero a Siegen, in Germania Ovest, dal 5 al 27 settembre, e l'unico torneo previsto era quello open, disputato su quattro scacchiere. Contestualmente si svolse anche un congresso della FIDE.

## Torneo
60 nazioni parteciparono a questa edizione delle Olimpiadi, con 360 giocatori; altre quattro squadre non poterono partecipare a causa di problemi di spazio. Le squadre furono divise in sei gironi da dieci squadre, e successivamente in cinque diverse finali. Come nell'edizione precedente, il risultato della partita tra due squadre qualificatesi alla stessa finale dallo stesso girone fu considerato valido anche per la finale.
Anche l'apartheid entrò nelle Olimpiadi. Infatti, nei preliminari, l'Albania si rifiutò di giocare la partita contro il Sudafrica, e la parita fu quindi assegnata 4-0 a forfait.

### Prima fase
Nella tabella seguente sono elencati i gruppi in cui vennero divise le squadre. In grassetto sono evidenziate le qualificate alla finale A, mentre per le altre viene indicata tra parentesi la finale a cui hanno partecipato.
| Gruppo 1            | Gruppo 2        | Gruppo 3                    | Gruppo 4      | Gruppo 5       | Gruppo 6          |
| ------------------- | --------------- | --------------------------- | ------------- | -------------- | ----------------- |
| Australia (B)       | Andorra (E)     | Belgio (C)                  | Danimarca (B) | Argentina      | Albania (D)       |
| Grecia (C)          | Canada          | Brasile (C)                 | Filippine (C) | Cecoslovacchia | Austria (B)       |
| Fær Øer (E)         | Hong Kong (E)   | Finlandia (B)               | Guernsey (E)  | Cuba (B)       | Bulgaria          |
| Monaco (E)          | India (B)       | Germania Est                | Irlanda (D)   | Israele (B)    | Cipro (E)         |
| Perù (D)            | Inghilterra (C) | Giappone (D)                | Italia (C)    | Malta (E)      | Colombia (B)      |
| Polonia (B)         | Iran (C)        | Isole Vergini Americane (E) | Libano (D)    | Norvegia (C)   | Germania Ovest    |
| Rep. Dominicana (D) | Jugoslavia      | Messico (D)                 | Marocco (E)   | Portogallo (D) | Islanda (C)       |
| Spagna              | Lussemburgo (C) | Paesi Bassi (B)             | Romania       | Scozia (C)     | Nuova Zelanda (E) |
| Tunisia (C)         | Mongolia (B)    | Stati Uniti                 | Svezia (B)    | Singapore (D)  | Porto Rico (C)    |
| Unione Sovietica    | Svizzera (C)    | Turchia (E)                 | Ungheria      | Rhodesia (E)   | Sudafrica (D)     |

Nel primo girone, alle spalle dell'Unione Sovietica, la lotta per qualificarsi alla finale A fu combattuta tra Spagna e Polonia; quest'ultima non riuscì a qualificarsi dopo aver perso dei punti preziosi con Perù, Tunisia e Repubblica Dominicana, non riuscendo al penultimo turno a battere gli spagnoli. Nel secondo gruppo l'Inghilterra perse la possibilità di qualificarsi dopo un errore di Jonathan Penrose, che lo portò a perdere una partita decisiva, mentre la Mongolia, battendo l'Indonesia all'ultimo turno per 2,5-1,5, permise al Canada di qualificarsi, non ottenendo abbastanza punti per superarli e facendo sopravanzare gli indonesiani sui canadesi. Nel terzo gruppo, i Paesi Bassi persero con la Germania Est e non riuscirpno a superare gli Stati Uniti, facendosi relegare così nella finale B.
Romania e Ungheria si qualificarono a spese della Danimarca nel gruppo 4, mentre nel quinto girone Israele andò vicino a qualificarsi sopravanzando Argentina e Cecoslovacchia, che persero diversi punti contro squadre meno titolate. Infine, nel sesto gruppo, Bulgaria e Germania Ovest si qualificarono senza problemi nella finale A.

### Seconda fase
La seconda fase cominciò il 16 settembre, e i primi turni videro al primo posto l'Unione Sovietica e l'Ungheria. Questi si ritrovarono da soli al comando dopo che i sovietici pareggiarono con la Jugoslavia e vinsero di poco con gli Stati Uniti (la partita Spassky-Fischer, vinta dal primo, attirò un gran numero di spettatori), ma persero con gli iugoslavi al settimo turno, e furono superati di nuovo dai sovietici, che vinsero l'oro battendo negli ultimi turni una serie di squadre più deboli. Gli ungheresi riuscirono comunque ad ottenere l'argento, ad un solo punto di distanza dall'oro, battendo gli Stati Uniti, che arrivarono quarti, preceduti anche dalla Jugoslavia.

### Risultati assoluti
| Pos.     | Squadra          | Scacchiere                | Scacchiere           | Scacchiere                | Scacchiere              | Scacchiere          | Scacchiere               | Punti    |
| Pos.     | Squadra          | Prima                     | Seconda              | Terza                     | Quarta                  | Quinta (1ª riserva) | Sesta (2ª riserva)       | Punti    |
| Finale A | Finale A         | Finale A                  | Finale A             | Finale A                  | Finale A                | Finale A            | Finale A                 | Finale A |
| -------- | ---------------- | ------------------------- | -------------------- | ------------------------- | ----------------------- | ------------------- | ------------------------ | -------- |
|          | Unione Sovietica | GM Boris Spasskij         | GM Tigran Petrosyan  | GM Viktor Korčnoj         | GM Leŭ Paluhaeŭski      | GM Vasilij Smyslov  | GM Juchym Heller         | 27,5     |
|          | Ungheria         | GM Lajos Portisch         | GM Levente Lengyel   | GM István Bilek           | MI Győző Forintos       | MI István Csom      | MI Zoltán Ribli          | 26,5     |
|          | Jugoslavia       | GM Svetozar Gligorić      | GM Borislav Ivkov    | GM Milan Matulović        | GM Aleksandar Matanović | GM Bruno Parma      | MI Dragoljub Minić       | 26       |
| 4        | Stati Uniti      | GM Robert Fischer         | GM Samuel Reshevsky  | GM Larry Evans            | GM Pál Benkő            | GM William Lombardy | Edmar Mednis             | 24,5     |
| 5        | Cecoslovacchia   | GM Vlastimil Hort         | GM Miroslav Filip    | MI Vlastimil Jansa        | MI Jan Smejkal          | Josef Přibyl        | František Blatný         | 23,5     |
| 6        | Germania Ovest   | GM Wolfgang Unzicker      | GM Lothar Schmid     | GM Klaus Darga            | MI Hans-Joachim Hecht   | MI Dieter Mohrlok   | Klaus Klundt             | 22       |
| 7        | Bulgaria         | GM Milko Bobocov          | GM Georgi Tringov    | GM Nikola Pădevski        | MI Ljuben Popov         | MI Ivan Radulov     | MI Atanas Kolarov        | 21,5     |
| 8        | Argentina        | GM Miguel Najdorf         | GM Oscar Panno       | MI Julio Bolbochán        | MI Miguel Quinteros     | MI Jorge Rubinetti  | Carlos Eleodoro Juarez   | 21,5     |
| Finale B |                  |                           |                      |                           |                         |                     |                          |          |
| 13       | Israele          | MI Shimon Kagan           | MI Yair Kradman      | Malkiel Peretz            | Uzi Geller              | Israel Gelfer       | Yaacov Bleiman           | 27       |
| 14       | Polonia          | MI Jerzy Kostro           | MI Zbigniew Doda     | Jam Adamski               | MI Włodzimierz Schmidt  | MI Jacek Bednarski  | Andrzej Filipowicz       | 25       |
| 15       | Australia        | GM Walther Shawn Brown    | Maxwell Fuller       | Douglas Gibson Hamilton   | Terrey Ian Shaw         | MI Cecil John Purdy | Gregory Simon Koshnitsky | 24,5     |
| Finale C |                  |                           |                      |                           |                         |                     |                          |          |
| 25       | Inghilterra      | MI Jonathan Penrose       | Raymond Keene        | William Hartston          | Peter Lee               | Andrew Whiteley     | Matyn Corden             | 30       |
| 26       | Filippine        | MI Renato Naranja         | Eugenio Torre        | Ruben Rodríguez           | Edgar De Castro         | Julian Lobigas      | Samuel Estimo            | 27,5     |
| 27       | Islanda          | Mi Guðmundur Sigurjónsson | Jón Kristinsson      | Freysteinn Þorbergsson    | Ólafur Magnússon        | Magnús Sólmundarson | Haukur Angantýsson       | 26       |
| Finale D |                  |                           |                      |                           |                         |                     |                          |          |
| 37       | Svizzera         | Andre Lombard             | Heinz Schaufelberger | Mi Erno Geberen           | Peter Hohler            | Andreas Huss        | Rino Castagna            | 29,5     |
| 38       | Albania          | Ylvi Pustina              | Esat Duraku          | Florian Vila              | Vangjel Adhami          | Fatos Omari         | Eqrem Konçi              | 28       |
| 39       | Perù             | Orestes Rodríguez Vargas  | Julio Súmar          | Mi Oscar Quiñones Carillo | Julio Vásquez           | Carlos Espinoza     | Hernan Miranda           | 27,5     |
| Finale E |                  |                           |                      |                           |                         |                     |                          |          |
| 49       | Nuova Zelanda    | MI Ortvin Sarapu          | MI Robert Wade       | Bruce Anderson            | C. A. Evans             | Alan Kerr           | Ewen Green               | 36       |
| 50       | Rhodesia         | Brian Donnelly            | M. Hope              | Louis Fox                 | Lampitt                 | Gerald Bennett      | Maurice Levy             | 28       |
| 51       | Turchia          | İsmet İbrahimoğlu         | Siracettin Bilyap    | Cavit Uzman               | Ulug Nutku              | Serdar Öztürk       | Orhan Günsav             | 28       |

### Risultati individuali
Furono assegnate medaglie ai giocatori di ogni scacchiera con le tre migliori percentuali di punti per partita.
|                                | Giocatore               | Punti            | Partite          | %                |
| Prima scacchiera               | Prima scacchiera        | Prima scacchiera | Prima scacchiera | Prima scacchiera |
| ------------------------------ | ----------------------- | ---------------- | ---------------- | ---------------- |
|                                | Boris Spasskij          | 9,5              | 12               | 79,2             |
|                                | Bobby Fischer           | 10               | 13               | 76,9             |
|                                | Bent Larsen             | 13               | 17               | 76,5             |
| Seconda scacchiera             |                         |                  |                  |                  |
|                                | Borislav Ivkov          | 10               | 13               | 76,9             |
|                                | Tudev Ujtumen           | 13,5             | 18               | 75,0             |
|                                | Lothar Schmid           | 9                | 12               | 75,0             |
| Terza scacchiera               |                         |                  |                  |                  |
|                                | William Roland Hartston | 12,5             | 16               | 78,1             |
|                                | Milan Matulović         | 13               | 17               | 76,5             |
|                                | Viktor Korčnoj          | 11               | 15               | 73,3             |
|                                | Christian Langeweg      | 11               | 15               | 73,3             |
| Quarta scacchiera              |                         |                  |                  |                  |
|                                | Aleksandar Matanović    | 10               | 12               | 83,3             |
|                                | Jan Smejkal             | 13               | 17               | 76,5             |
|                                | Leŭ Paluhaeŭski         | 9                | 12               | 75,0             |
| Quinta scacchiera (1ª riserva) |                         |                  |                  |                  |
|                                | William Lombardy        | 11               | 14               | 78,6             |
|                                | István Csom             | 10,5             | 14               | 75,0             |
|                                | Vasilij Smyslov         | 8                | 11               | 72,7             |
| Sesta scacchiera (2ª riserva)  |                         |                  |                  |                  |
|                                | Samuel Estimo           | 8                | 10               | 80,0             |
|                                | Eqrem Konçi             | 7                | 10               | 70,0             |
|                                | Leif Øgaard             | 7,5              | 11               | 68,2             |

#### Medaglie individuali per nazione
| Nazione          |   |   |   | Totali |
| ---------------- | - | - | - | ------ |
| Jugoslavia       | 2 | 1 | 0 | 3      |
| Stati Uniti      | 1 | 1 | 0 | 2      |
| Unione Sovietica | 1 | 0 | 3 | 4      |
| Inghilterra      | 1 | 0 | 0 | 1      |
| Filippine        | 1 | 0 | 0 | 1      |
| Mongolia         | 0 | 1 | 0 | 1      |
| Germania Ovest   | 0 | 1 | 0 | 1      |
| Cecoslovacchia   | 0 | 1 | 0 | 1      |
| Ungheria         | 0 | 1 | 0 | 1      |
| Albania          | 0 | 1 | 0 | 1      |
| Danimarca        | 0 | 0 | 1 | 1      |
| Paesi Bassi      | 0 | 0 | 1 | 1      |
| Norvegia         | 0 | 0 | 1 | 1      |

## Congresso FIDE
Contestualmente alle Olimpiadi si svolse il quarantunesimo congresso della FIDE. Durante questo il suo presidente, Folke Rogard, lasciò la guida dell'organizzazione ed al suo posto venne eletto l'ex Campione del mondo Max Euwe.
Fu inoltre proposto ed adottato un nuovo metodo, ideato da un comitato comprendente Svetozar Gligorić, rpad Elo e il vicepresidente Dorazil, per il conferimento dei titoli di Grande maestro e di Maestro Internazionale.